# UK Open 2021
Het UK Open 2021, ook bekend onder de naam Ladbrokes UK Open vanwege de sponsor Ladbrokes, was de negentiende editie van het UK Open Darts. Het toernooi werd gehouden van 5 t/m 7 maart 2021 in Milton Keynes. Het toernooi heeft "De FA Cup van het darts" als bijnaam, vanwege de willekeurige loting die na elke ronde plaatsvindt tot de finale.
De titelhouder was Michael van Gerwen. Het toernooi werd gewonnen door James Wade die in de finale Luke Humphries versloeg met 11-5.

## Prijzengeld
Voor de negentiende editie van de UK Open bedroeg het totale prijzengeld £450.000,-. Dit was even veel als in 2020.
| Plaats (aantal spelers) | Plaats (aantal spelers) | Prijzengeld (Totaal: £450.000) |
| ----------------------- | ----------------------- | ------------------------------ |
| Winnaar                 | (1)                     | £100.000                       |
| Runner-up               | (1)                     | £40.000                        |
| Halvefinalist           | (2)                     | £20.000                        |
| Kwartfinalist           | (4)                     | £12.500                        |
| Laatste 16              | (8)                     | £7.500                         |
| Laatste 32              | (16)                    | £4.000                         |
| Laatste 64              | (32)                    | £2.000                         |
| Laatste 96              | (32)                    | £1.000                         |
| Laatste 128             | (32)                    | n.v.t.                         |
| Laatste 160             | (32)                    | n.v.t.                         |

## Plaatsing

### PDC Order of Merit 1-32
De nummers 1 t/m 32 van de PDC Order of Merit stroomden in de vierde ronde in. Er werd geloot, spelers werden dus niet geplaatst.
| 1. Gerwyn Price 2. Michael van Gerwen 3. Peter Wright 4. Rob Cross 5. James Wade 6. Gary Anderson 7. Dave Chisnall 8. Michael Smith | 1. Dimitri Van den Bergh 2. Nathan Aspinall 3. Daryl Gurney 4. Ian White 5. Glen Durrant 6. Krzysztof Ratajski 7. José de Sousa 8. Joe Cullen | 1. Stephen Bunting 2. Jonny Clayton 3. Simon Whitlock 4. Mensur Suljović 5. Mervyn King 6. Danny Noppert 7. Jeffrey de Zwaan 8. Adrian Lewis | 1. Chris Dobey 2. Vincent van der Voort 3. Jermaine Wattimena 4. Jamie Hughes 5. Gabriel Clemens 6. Dirk van Duijvenbode 7. Ricky Evans 8. Devon Petersen |

### PDC Order of Merit 33-64
De nummers 33 t/m 64 van de PDC Order of Merit stroomden in de derde ronde in.
| 1. Steve Beaton 2. Brendan Dolan 3. William O'Connor 4. Keegan Brown 5. Ryan Searle 6. Kim Huybrechts 7. Max Hopp 8. Darius Labanauskas | 1. Luke Humphries 2. John Henderson 3. Ross Smith 4. Ryan Joyce 5. Darren Webster 6. Steve West 7. Justin Pipe 8. Damon Heta | 1. Luke Woodhouse 2. Ron Meulenkamp 3. Steve Lennon 4. Andy Boulton 5. Madars Razma 6. Jelle Klaasen 7. Mickey Mansell 8. Adam Hunt | 1. Callan Rydz 2. Matthew Edgar 3. Ted Evetts 4. Josh Payne 5. Jason Lowe 6. James Wilson 7. Mark McGeeney 8. Cristo Reyes |

### PDC Order of Merit 65-96
De nummers 65 t/m 96 van de PDC Order of Merit stroomden in de tweede ronde in.

Boris Krčmar, Daniel Larsson, Darren Penhall en Wesley Harms trokken zich terug vóór de loting.
| 1. Maik Kuivenhoven 2. Jeff Smith 3. Scott Waites 4. Ryan Murray 5. Martijn Kleermaker 6. Wayne Jones 7. Karel Sedláček 8. Derk Telnekes | 1. Nick Kenny 2. Andy Hamilton 3. Mike De Decker 4. Ryan Meikle 5. Lisa Ashton 6. Bradley Brooks 7. William Borland 8. Ciarán Teehan | 1. Alan Tabern 2. Kai Fan Leung 3. Jesús Noguera 4. Raymond van Barneveld 5. Krzysztof Kciuk 6. Steve Brown 7. Peter Jacques 8. Martin Atkins | 1. Steffen Siepmann 2. Gary Blades 3. Alan Soutar 4. Harald Leitinger 5. Eddie Lovely 6. Keane Barry 7. Jonathan Worsley 8. Aaron Beeney |

### PDC Order of Merit 97-128
De nummers 97 t/m 128 van de PDC Order of Merit startten in de eerste ronde.

Robert Marijanović en Michael Unterbuchner trokken zich terug vóór de loting.
| 1. John Brown 2. Gordon Mathers 3. John Michael 4. Jake Jones 5. Kirk Shepherd 6. Martin Schindler 7. Lewis Williams | 1. Jack Main 2. Berry van Peer 3. Scott Mitchell 4. Ritchie Edhouse 5. Geert Nentjes 6. Geert De Vos 7. Martin Lukeman | 1. Danny Baggish 2. Joe Murnan 3. Peter Hudson 4. Zoran Lerchbacher 5. Adam Gawlas 6. Boris Koltsov 7. Brett Claydon | 1. Andrew Gilding 2. David Evans 3. Jason Heaver 4. Florian Hempel 5. Niels Zonneveld |

### PDC Challenge Tour Qualifiers
De hoogste 8 spelers uit de Challenge Tour 2020 zonder een tourkaart startten in de eerste ronde.
| 1. Matthew Dennant 2. Jim Williams 3. Rob Collins 4. Maikel Verberk | 1. Jitse van der Wal 2. Nathan Rafferty 3. Richie Burnett 4. Scott Taylor |

### PDC Development Tour Qualifiers
De hoogste 8 spelers uit de Development Tour 2020 zonder een tourkaart startten in de eerste ronde.
| 1. Damian Mol 2. Kevin Doets 3. Dom Taylor 4. Joe Davis | 1. Keelan Kay 2. Brian Raman 3. Rhys Griffin 4. Sebastian Białecki |

### PDC UK Q-School Qualifiers
Nog 8 spelers van de UK Q-School order of Merit 2021 zonder een tourkaart startten in de eerste ronde.
| 1. Chas Barstow 2. Gavin Carlin 3. Martin Thomas 4. Kevin McDine | 1. Jim McEwan 2. Shane McGuirk 3. Matt Jackson 4. Sean Fisher |

### PDC European Q-School Qualifiers
Nog 8 spelers van de European Q-School order of Merit 2021 zonder een tourkaart startten in de eerste ronde.
| 1. Rusty-Jake Rodriguez 2. Luc Peters 3. Rowby-John Rodriguez 4. Lorenzo Pronk | 1. Gino Vos 2. Michael Rasztovits 3. Ryan de Vreede 4. Lukas Wenig |

## Wedstrijden

### Vrijdag 5 maart

#### Eerste ronde (laatste 160)
In de eerste ronde werd er gespeeld over 11 legs. De eerste speler die aan 6 gewonnen legs kwam, won de partij.

Doordat 6 Tourkaart houders zich terugtrokken waren er 6 byes naar de tweede ronde.
| Speler                  | Uitslag | Speler                     |  | Speler                     | Uitslag | Speler                |
| ----------------------- | ------- | -------------------------- |  | -------------------------- | ------- | --------------------- |
| Rob Collins             | w/o     | Bye                        |  | David Evans                | w/o     | Bye                   |
| Andrew Gilding          | w/o     | Bye                        |  | Michael Rasztovits         | w/o     | Bye                   |
| Martin Thomas           | w/o     | Bye                        |  | Scott Mitchell             | w/o     | Bye                   |
| Rhys Griffin 89.44      | 6 – 5   | Sean Fisher 92.68          |  | Matt Jackson 84.19         | 3 – 6   | Nathan Rafferty 85.13 |
| Brett Claydon 81.12     | 3 – 6   | Danny Baggish 88.68        |  | Keelan Kay 81.55           | 5 – 6   | Kevin McDine 89.93    |
| Boris Koltsov 89.02     | 6 – 1   | Rusty-Jake Rodriguez 87.38 |  | Rowby-John Rodriguez 98.44 | 6 – 4   | Brian Raman 91.95     |
| Berry van Peer 88.19    | 5 – 6   | Martin Schindler 92.06     |  | Jitse van der Wal          | w/o     | Florian Hempel        |
| Geert De Vos 85.86      | 2 – 6   | Niels Zonneveld 96.18      |  | Martin Lukeman 88.18       | 4 – 6   | Maikel Verberk 93.96  |
| Scott Taylor 95.20      | 6 – 4   | John Michael 86.79         |  | Shane McGuirk 92.09        | 2 – 6   | Jack Main 94.50       |
| Jason Heaver 92.91      | 6 – 2   | Lorenzo Pronk 81.14        |  | Luc Peters 86.05           | 3 – 6   | Lewis Williams 94.34  |
| Jim McEwan 90.40        | 2 – 6   | Sebastian Białecki 95.70   |  | Chas Barstow 89.91         | 6 – 4   | Lukas Wenig 90.66     |
| Joe Murnan 85.59        | 6 – 2   | Matthew Dennant 83.15      |  | Joe Davis 85.39            | 3 – 6   | Kevin Doets 89.66     |
| Adam Gawlas 87.84       | 4 – 6   | Gino Vos 94.61             |  | Geert Nentjes 92.19        | 6 – 5   | Richie Burnett 91.94  |
| John Brown 97.99        | 6 – 4   | Gavin Carlin 91.48         |  | Jake Jones 77.53           | 5 – 6   | Dom Taylor 81.52      |
| Zoran Lerchbacher 96.50 | 5 – 6   | Jim Williams 91.62         |  | Gordon Mathers 95.08       | 3 – 6   | Kirk Shepherd 100.06  |
| Peter Hudson 96.70      | 6 – 1   | Ryan de Vreede 88.22       |  | Ritchie Edhouse 90.27      | 4 – 6   | Damian Mol 93.22      |

#### Tweede ronde (laatste 128)
In de tweede ronde werd er gespeeld over 11 legs. De eerste speler die aan 6 gewonnen legs kwam, won de partij. 
| Speler                   | Uitslag | Speler                      |  | Speler                   | Uitslag | Speler                     |
| ------------------------ | ------- | --------------------------- |  | ------------------------ | ------- | -------------------------- |
| Scott Waites             | w/o     | Steve Brown                 |  | Scott Taylor 87.43       | 6 – 5   | Maikel Verberk 87.96       |
| Nick Kenny 94.69         | 6 – 5   | Ryan Meikle 92.25           |  | Ciarán Teehan 94.00      | 6 – 5   | Danny Baggish 91.28        |
| Lewis Williams 93.91     | 5 – 6   | Scott Mitchell 91.10        |  | Keane Barry 81.97        | 6 – 1   | Geert Nentjes 76.60        |
| Maik Kuivenhoven 80.96   | 6 – 4   | Boris Koltsov 78.78         |  | Kevin McDine 77.40       | 3 – 6   | Rowby-John Rodriguez 85.00 |
| Joe Murnan 87.99         | 3 – 6   | Kai Fan Leung 91.03         |  | Andy Hamilton 86.04      | 6 – 5   | Damian Mol 80.31           |
| Alan Soutar 93.60        | 6 – 3   | Raymond van Barneveld 87.46 |  | Jack Main 85.57          | 6 – 4   | Rob Collins 86.56          |
| Sebastian Białecki 93.05 | 6 – 3   | Jitse van der Wal 88.10     |  | Chas Barstow 89.66       | 6 – 1   | Martin Thomas 84.73        |
| Michael Rasztovits 92.38 | 2 – 6   | Peter Jacques 103.54        |  | William Borland 97.65    | 4 – 6   | Kevin Doets 98.43          |
| Aaron Beeney 86.71       | 2 – 6   | Lisa Ashton 100.34          |  | Martin Atkins 96.05      | 6 – 3   | Bradley Brooks 85.03       |
| Jason Heaver 84.48       | 5 – 6   | Eddie Lovely 83.31          |  | Niels Zonneveld 81.58    | 2 – 6   | Derk Telnekes 84.09        |
| Jonathan Worsley 92.19   | 1 – 6   | Andrew Gilding 97.78        |  | Martijn Kleermaker 82.43 | 6 – 3   | Wayne Jones 80.89          |
| Peter Hudson 92.35       | 6 – 1   | Jesús Noguera 80.45         |  | Jim Williams 101.79      | 6 – 1   | Kirk Shepherd 90.63        |
| John Brown 80.40         | 6 – 5   | Nathan Rafferty 76.61       |  | Dom Taylor 70.59         | 0 – 6   | Gary Blades 85.08          |
| Steffen Siepmann 85.38   | 4 – 6   | David Evans 83.05           |  | Mike De Decker 88.35     | 4 – 6   | Rhys Griffin 88.29         |
| Alan Tabern 93.55        | 5 – 6   | Gino Vos 92.66              |  | Ryan Murray 92.87        | 2 – 6   | Krzysztof Kciuk 93.89      |
| Jeff Smith 88.19         | 1 – 6   | Martin Schindler 95.75      |  | Harald Leitinger 72.00   | 0 – 6   | Karel Sedláček 87.55       |

#### Derde ronde (laatste 96)
In de derde ronde werd er gespeeld over 11 legs. De eerste speler die aan 6 gewonnen legs kwam, won de partij.
| Speler                     | Uitslag | Speler                   |  | Speler                   | Uitslag | Speler               |
| -------------------------- | ------- | ------------------------ |  | ------------------------ | ------- | -------------------- |
| Lisa Ashton 80.95          | 2 – 6   | Darius Labanauskas 85.45 |  | Keane Barry 85.99        | 2 – 6   | Luke Woodhouse 93.12 |
| Max Hopp 99.61             | 6 – 3   | William O'Connor 95.46   |  | Kai Fan Leung 87.39      | 6 – 5   | Nick Kenny 95.52     |
| Scott Mitchell 94.42       | 6 – 3   | Andrew Gilding 93.68     |  | Karel Sedláček 93.94     | 6 – 0   | Rhys Griffin 84.23   |
| James Wilson 80.88         | 1 – 6   | Keegan Brown 100.24      |  | Steve West 93.37         | 1 – 6   | Jason Lowe 93.27     |
| Krzysztof Kciuk 97.36      | 5 – 6   | Kim Huybrechts 98.00     |  | Maik Kuivenhoven 87.22   | 1 – 6   | Brendan Dolan 92.79  |
| Jack Main 93.13            | 5 – 6   | Ryan Searle 94.29        |  | Ryan Joyce               | w/o     | Cristo Reyes         |
| Mark McGeeney 79.67        | 6 – 5   | Steve Beaton 85.59       |  | Eddie Lovely 88.84       | 2 – 6   | Ron Meulenkamp 96.07 |
| Jim Williams 95.09         | 2 – 6   | Madars Razma 97.48       |  | Ted Evetts 87.00         | 4 – 6   | Darren Webster 99.60 |
| Martin Schindler 93.38     | 5 – 6   | Martijn Kleermaker 95.03 |  | Justin Pipe              | w/o     | Luke Humphries       |
| John Henderson 92.75       | 6 – 5   | Matthew Edgar 92.65      |  | Scott Taylor 86.03       | 0 – 6   | Adam Hunt 95.94      |
| Rowby-John Rodriguez 88.89 | 6 – 5   | Josh Payne 85.00         |  | Damon Heta 81.66         | 1 – 6   | David Evans 79.04    |
| Kevin Doets 89.42          | 4 – 6   | Steve Lennon 99.41       |  | Sebastian Białecki 89.80 | 6 – 3   | Derk Telnekes 90.89  |
| Peter Hudson 97.77         | 6 – 1   | Gino Vos 92.59           |  | John Brown 81.04         | 6 – 3   | Chas Barstow 84.35   |
| Andy Boulton 101.70        | 6 – 3   | Jelle Klaasen 91.34      |  | Andy Hamilton 99.32      | 6 – 1   | Gary Blades 84.39    |
| Ross Smith 95.91           | 5 – 6   | Callan Rydz 96.06        |  | Peter Jacques 85.32      | 6 – 1   | Ciarán Teehan 75.90  |
| Martin Atkins 96.04        | 4 – 6   | Scott Waites 101.94      |  | Alan Soutar103.88        | 6 – 3   | Mickey Mansell 91.88 |

#### Vierde ronde (laatste 64)
In de vierde ronde werd er gespeeld over 19 legs. De eerste speler die aan 10 gewonnen legs kwam, won de partij.
| Speler                   | Uitslag | Speler                      |  | Speler                   | Uitslag | Speler                      |
| ------------------------ | ------- | --------------------------- |  | ------------------------ | ------- | --------------------------- |
| Daryl Gurney 101.43      | 10 – 8  | Jason Lowe 99.30            |  | Ryan Searle 103.55       | 10 – 7  | Adrian Lewis 96.34          |
| Max Hopp 98.79           | 10 – 6  | Vincent van der Voort 99.51 |  | John Brown 90.53         | 10 – 6  | Mark McGeeney 83.89         |
| Callan Rydz 86.41        | 10 – 6  | Jermaine Wattimena 89.11    |  | Jonny Clayton 99.90      | 10 – 7  | Rowby-John Rodriguez 95.04  |
| Darius Labanauskas 93.20 | 10 – 6  | Darren Webster 89.08        |  | Joe Cullen 99.19         | 9 – 10  | Michael Smith 101.57        |
| Ryan Joyce 98.04         | 9 – 10  | James Wade 102.37           |  | Michael van Gerwen 99.06 | 10 – 8  | Scott Mitchell 95.05        |
| Gerwyn Price 94.35       | 10 – 5  | Peter Hudson 87.85          |  | Ian White 97.83          | 7 – 10  | Ricky Evans 97.79           |
| Alan Soutar 92.06        | 10 – 5  | Stephen Bunting 94.73       |  | Kai Fan Leung 89.30      | 7 – 10  | Brendan Dolan 97.18         |
| Peter Wright 94.25       | 5 – 10  | Dave Chisnall 100.11        |  | Andy Hamilton 89.50      | 8 – 10  | Rob Cross 92.56             |
| Martijn Kleermaker 87.37 | 10 – 8  | Jamie Hughes 84.73          |  | Karel Sedláček 90.28     | 7 – 10  | Simon Whitlock 98.45        |
| Nathan Aspinall 101.66   | 5 – 10  | Krzysztof Ratajski 102.57   |  | Gary Anderson 93.72      | 9 – 10  | Dirk van Duijvenbode 101.03 |
| Devon Petersen 95.17     | 10 – 5  | Jeffrey de Zwaan 91.48      |  | Luke Woodhouse 95.52     | 10 – 5  | Dimitri Van den Bergh 91.70 |
| Andy Boulton 92.22       | 9 – 10  | Peter Jacques 92.61         |  | Mensur Suljović 99.53    | 10 – 6  | Sebastian Białecki 93.48    |
| Gabriel Clemens 97.50    | 10 – 4  | Adam Hunt 93.69             |  | Mervyn King 102.45       | 9 – 10  | José de Sousa 97.98         |
| Steve Lennon 93.01       | 7 – 10  | Ron Meulenkamp 94.43        |  | David Evans 92.19        | 6 – 10  | Madars Razma 100.26         |
| Scott Waites 96.04       | 10 – 6  | Keegan Brown 87.34          |  | John Henderson 91.51     | 6 – 10  | Chris Dobey 95.13           |
| Glen Durrant 89.61       | 6 – 10  | Danny Noppert 95.02         |  | Kim Huybrechts 99.85     | 8 – 10  | Luke Humphries 99.29        |

### Zaterdag 6 maart

#### Vijfde ronde (laatste 32)
In de vijfde ronde werd er gespeeld over 19 legs. De eerste speler die aan 10 gewonnen legs kwam, won de partij.
| Speler                    | Uitslag | Speler                     |  | Speler                    | Uitslag | Speler                 |
| ------------------------- | ------- | -------------------------- |  | ------------------------- | ------- | ---------------------- |
| Scott Waites 91.16        | 5 – 10  | Devon Petersen 94.01       |  | Darius Labanauskas 95.07  | 9 – 10  | Simon Whitlock 98.02   |
| Rob Cross 101.75          | 7 – 10  | James Wade 97.50           |  | Luke Humphries 101.68     | 10 – 7  | Ryan Searle 101.38     |
| Gerwyn Price 98.66        | 10 – 3  | Ricky Evans 92.37          |  | Michael Smith 90.30       | 9 – 10  | José de Sousa 93.17    |
| Callan Rydz 86.65         | 6 – 10  | Martijn Kleermaker 88.65   |  | Alan Soutar 92.33         | 10 – 7  | Ron Meulenkamp 93.73   |
| Chris Dobey 99.31         | 10 – 1  | John Brown 84.73           |  | Luke Woodhouse 90.09      | 6 – 10  | Brendan Dolan 93.61    |
| Peter Jacques 93.49       | 10 – 9  | Max Hopp 91.93             |  | Dave Chisnall 104.37      | 10 – 7  | Danny Noppert 99.40    |
| Michael van Gerwen 103.78 | 10 – 4  | Mensur Suljović 98.89      |  | Daryl Gurney 93.06        | 7 – 10  | Gabriel Clemens 100.86 |
| Jonny Clayton 108.39      | 10 – 3  | Dirk van Duijvenbode 99.07 |  | Krzysztof Ratajski 100.55 | 10 – 8  | Madars Razma 93.89     |

#### Zesde ronde (laatste 16)
In de zesde ronde werd er gespeeld over 19 legs. De eerste speler die aan 10 gewonnen legs kwam, won de partij.
| Speler                    | Uitslag | Speler                   |  | Speler               | Uitslag | Speler                   |
| ------------------------- | ------- | ------------------------ |  | -------------------- | ------- | ------------------------ |
| José de Sousa 97.42       | 9 – 10  | Michael van Gerwen 99.72 |  | Devon Petersen 90.11 | 10 – 4  | Peter Jacques 88.20      |
| Gabriel Clemens 89.36     | 5 – 10  | James Wade 99.99         |  | Luke Humphries 93.53 | 10 – 4  | Martijn Kleermaker 82.11 |
| Brendan Dolan 94.04       | 9 – 10  | Simon Whitlock 98.78     |  | Chris Dobey 101.31   | 5 – 10  | Gerwyn Price 102.07      |
| Krzysztof Ratajski 103.52 | 10 – 3  | Jonny Clayton 96.05      |  | Dave Chisnall 99.52  | 10 – 8  | Alan Soutar 91.28        |

### Zondag 7 maart

#### Kwartfinale
In de kwartfinale werd er gespeeld over 19 legs. De eerste speler die aan 10 gewonnen legs kwam, won de partij.
| Speler                    | Uitslag | Speler                    |
| ------------------------- | ------- | ------------------------- |
| Simon Whitlock 96.70      | 8 – 10  | James Wade 98.39          |
| Gerwyn Price 100.71       | 10 – 9  | Devon Petersen 98.21      |
| Dave Chisnall 96.07       | 9 – 10  | Luke Humphries 98.78      |
| Krzysztof Ratajski 104.14 | 7 – 10  | Michael van Gerwen 102.82 |

#### Halve finale en finale
|  | Halve finale (best of 21 legs) | Halve finale (best of 21 legs) |  |                        | Finale (best of 21 legs) | Finale (best of 21 legs) |
|  |                                |                                |  |                        |                          |                          |
|  |                                |                                |  |                        |                          |                          |
|  | James Wade (97.63)             | 11                             |  |                        |                          |                          |
|  | Gerwyn Price (96.68)           | 6                              |  |                        |                          |                          |
|  |                                |                                |  |                        | James Wade (102.52)      | 11                       |
|  |                                |                                |  | Luke Humphries (97.95) | 5                        |                          |
|  | Luke Humphries (107.41)        | 11                             |  |                        |                          |                          |
|  | Michael van Gerwen (106.27)    | 5                              |  |                        |                          |                          |